# سايلنت هيل: ذا شورت ماسج
سايلنت هيل: ذا شورت ماسج (التل الصامت: الرسالة القصيرة) (بالإنجليزية: Silent Hill: The Short Message)‏، هي لعبة رعب البقاء المجانية، من تطوير هيكسا درايف، ونشر كونامي، صدرت على منصة بلاي ستيشن 5 بتاريخ 31 يناير 2024، وكانت رسالة اللعبة، هي عدم اليأس وتجنب الآثار النفسية على الإنسان وخطورة الانتحار.

## قصة
تدور أحداث اللعبة حول فتاة مراهقة تدعى أنيتا، بعد أن تلقت رسائل نصية غريبة من صديقتها المتوفاة مايا، التي ماتت منتحرة، ويجب عليها البحث عن الأشياء التي تكون بمثابة أدلة في مجمع سكني مهجور في ألمانيا، بينما تتهرب أحيانًا من وحش مغطى بالكرز. بتلات الزهر (تم الكشف عنها رسميًا لاحقًا باسم "رأس ساكورا" بعد استطلاع للرأي)، التي تلاحقها في لحظات معينة ولا يمكن مهاجمتها. يتم لعب اللعبة من منظور الشخص الأول دون أي قتال. التنمر وتأثيرات وسائل التواصل الاجتماعي والانتحار هي الموضوعات الأساسية للعبة.